# Zagacie
Zagacie es un pueblo ubicado en la gmina Kodeń, distrito de Biała Podlaska, voivodato de Lublin, Polonia.

## Superficie
Cuenta con una superficie de 3,050 kilómetros cuadrados.

## Demografía
Hasta 2011 la población era de 43 habitantes, con una densidad de población de 14,10 habitantes por kilómetro cuadrado. Estaba conformada por 21 hombres (48,8%) y 22 mujeres (51,2%), según el censo de la Oficina Central de Estadística.